# Frederik VII của Đan Mạch

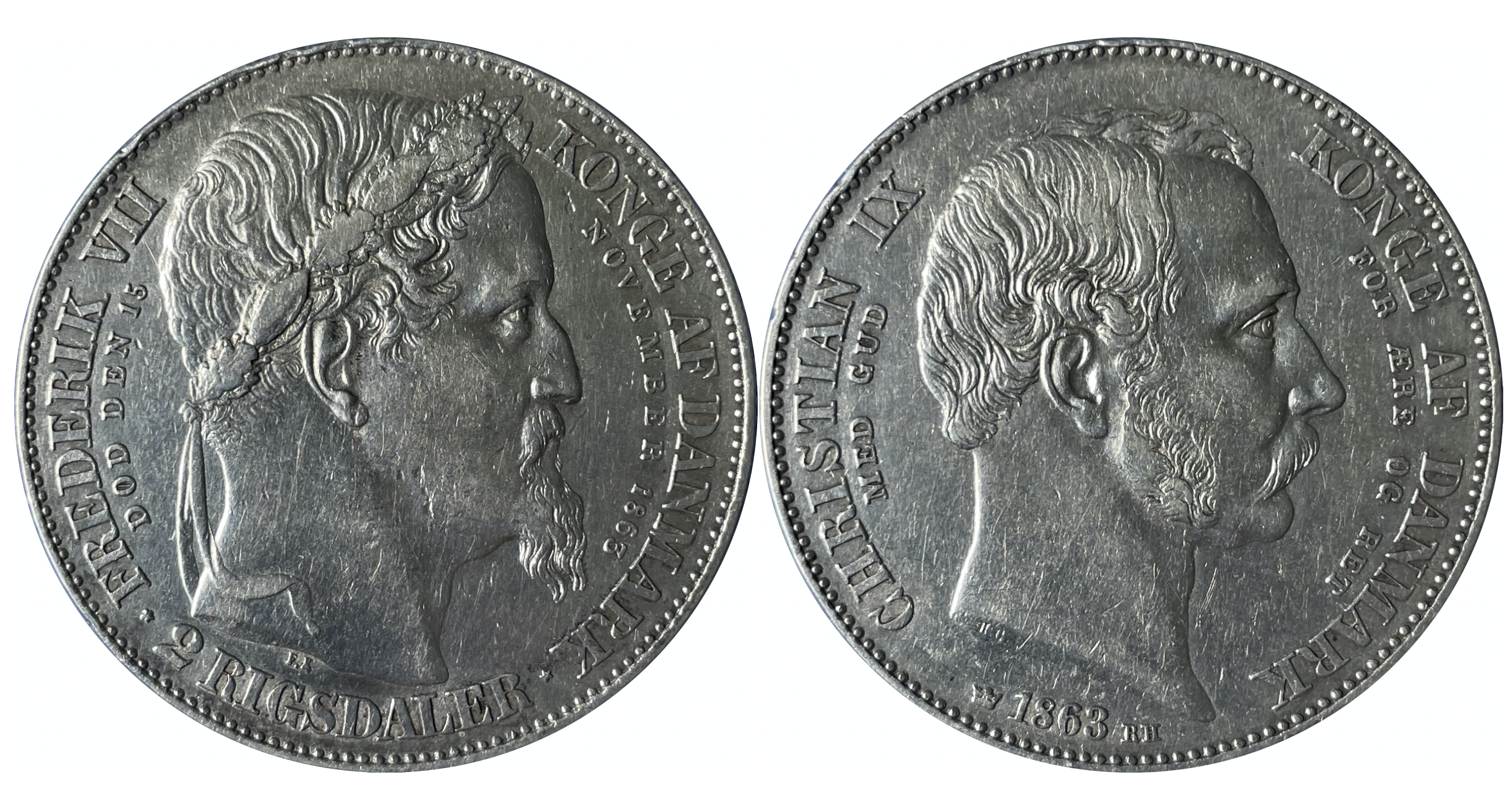
Xu bạc: 2 rigsdaler kỷ niệm, chỉ đúc 101.000 xu - Kỷ niệm Frederik VII băng hà và vua Christian IX lên kế vị

Frederick VII (Frederik Carl Christian) (6 tháng 10 năm 1808 – 15 tháng 11 năm 1863) là Vua của Đan Mạch từ năm 1848 đến năm 1863. Ông là vị quốc vương cuối cùng của nhánh hoàng tộc cũ của Nhà Oldenburg và còn là vị vua cuối cùng của Đan Mạch cai trị với quyền hành tuyệt đối. Trong suốt thời gian trị vì, ông ký bản hiến pháp thành lập Quốc hội Đan Mạch và quy định Đan Mạch là quốc gia quân chủ lập hiến. Khẩu hiệu của Frederick là Lòng yêu thương của người dân, là sức mạnh của trẫm.